# NLF3
NLF3 est un groupe de post-rock et d'electronica français, originaire de Paris. Il est formé en 2000 par les frères Nicolas Laureau et Fabrice Laureau.

## Biographie
Groupe instrumental formé en 2000 à Paris, NLF3 est le projet des frères Nicolas et Fabrice Laureau (alias Don Nino et F/Lor) à la suite de l'arrêt de leur groupe Prohibition. Accompagné depuis 2006 par le batteur Mitch Pirès, remplaçant Ludovic Morillon, le trio explore un rock cyclique, texturé, à mi-chemin entre musique de film et transgression psychédélique. Le trio revendique ouvertement dans ses interviews une foule d’influences, de la musique répétitive, de Laurie Spiegel à Brian Eno, du rock expérimental, de Sonic Youth à Can, de l’afrobeat de Fela Kuti au tropicalisme de Tom Zé. 
En 2000, NLF3 publie son double-album inaugural Part 1 – Part 2, sorte de manifeste définissant l'univers esthétique du groupe, et commence à se produire en concert.  C’est avec Viva! en 2003, dont la pochette réalisée par Gaspirator (membre de Justice) fait date, que le trio commence à se produire à l’étranger. 
Leur création en 2004 sur le film  Que viva Mexico! de Sergueï Eisenstein fait le tour du monde (Russie, Mexique, Japon, Europe…). L’album Music For Que Viva Mexico!, nouvelle bande originale du film dans une version studio paraît en 2006 et témoigne de cette expérience. Suivent la création d'un ciné-concert sur le chef-d'œuvre d'animation Die Abenteuer des Prinzen Achmed de Lotte Reiniger et la performance Aï sur le film de Iimura Takahiko en 2007. C'est également à cette période que le trio collabore avec Pierrick Sorin lors de sa Nuit Blanche à Paris.
Au printemps 2008, l'EP Echotropic dont la pochette est réalisée par l’artiste japonaise Yu Matsuoka, constitue un important retour au devant de la scène. Suivront les albums Ride on a Brand New Time en 2009 et Beautiful is the Way to the World Beyond en 2010 et enfin le EP d’inédits Beast Me à l’automne 2011, qui clôture un cycle dense de sorties discographiques et de tournées internationales les ayant notamment emmenés dans de grands festivals tels que The Great Escape, Osheaga, Villette Sonique ou La Route du Rock,.
Une nouvelle création sur le film expressionniste Le Golem de Paul Wegener est commandée en 2012 par la Cité de la musique à Paris. À cette occasion le trio invite le guitariste expérimental Erik Minkkinen de Sister Iodine à se joindre à ses performances,. En 2013, le trio enregistre un nouvel album dont le titre est Pink Renaissance et qui sort au printemps 2014 . Lors de la tournée européenne accompagnant cette sortie, le groupe utilise pour la première fois un dispositif visuel projeté sur le groupe et sur des panneaux, conçus par la vidéaste Zita Cochet. Après cette série de concerts, NLF3 se retire au vert, en Normandie pour enregistrer des improvisations qui donneront naissance au très minéral Waves Of Black And White, qui paraît au printemps 2017. Les visuels sont par la première fois des photographies réalisées par Fabrice Laureau. Au printemps 2020, le groupe joue un nouveau ciné-concert sur Les Hommes le Dimanche au Louvre et annonce un nouvel album dont la sortie est repoussée au mois d'Août 2020. L'album s'intitule ABCDEFG HI! et célèbre les vingt ans d'activité du trio.

## Discographie
- 2000 : Part 1 - Part 2 (double-album ; Prohibited Records)
- 2003 : Viva! (Prohibited Records)
- 2006 : Music for Que Viva Mexico!, Album CD (Prohibited Records)
- 2009 : Ride on a Brand New Time, Album CD/LP (Prohibited Records)
- 2010 : Beautiful Is the Way to the World Beyond, (Prohibited Records, Clapping Music)
- 2014 : Pink Renaissance, CD/LP  (Prohibited Records)
- 2017 : Waves Of Black and White, CD/LP (Prohibited Records)
- 2020 : ABCDEFG HI!, CD/LP (Prohibited Records)

### EP
- 2008 : Echotropic (EP/CD) (Prohibited Records)
- 2011 : Beast Me (Prohibited Records)

## Créations
- Ciné-concert sur Que Viva Mexico ! de Sergueï Eisenstein, (Fondation Cartier Pour l'Art Contemporain, Printemps de Septembre 2004
- Ciné-concert sur Les Aventures du prince Ahmed (Die Abenteuer des Prinzen Achmed) de Lotte Reiniger, (Cité de la musique, Ferme du Buisson, Festival Ciné Junior 2006)
- Performance autour du film Aï de Iimura Takahiko, (Nuits Curieuses, Ferme du Buisson 2007)
- Performance autour de la Nuit Blanche 2007 à Paris de Pierrick Sorin, (Nuit Blanche à Paris 2007)
- Ciné-concert sur Le Golem (Der Golem) de Paul Wegener, (Cité de la musique, Festival Scopitone 2012)
- Ciné-concert sur Les Hommes le Dimanche, (Festival Toute la Mémoire du Monde, Cinémathèque Française, Le Louvre 2020)